# Johann Gottlieb Schulze

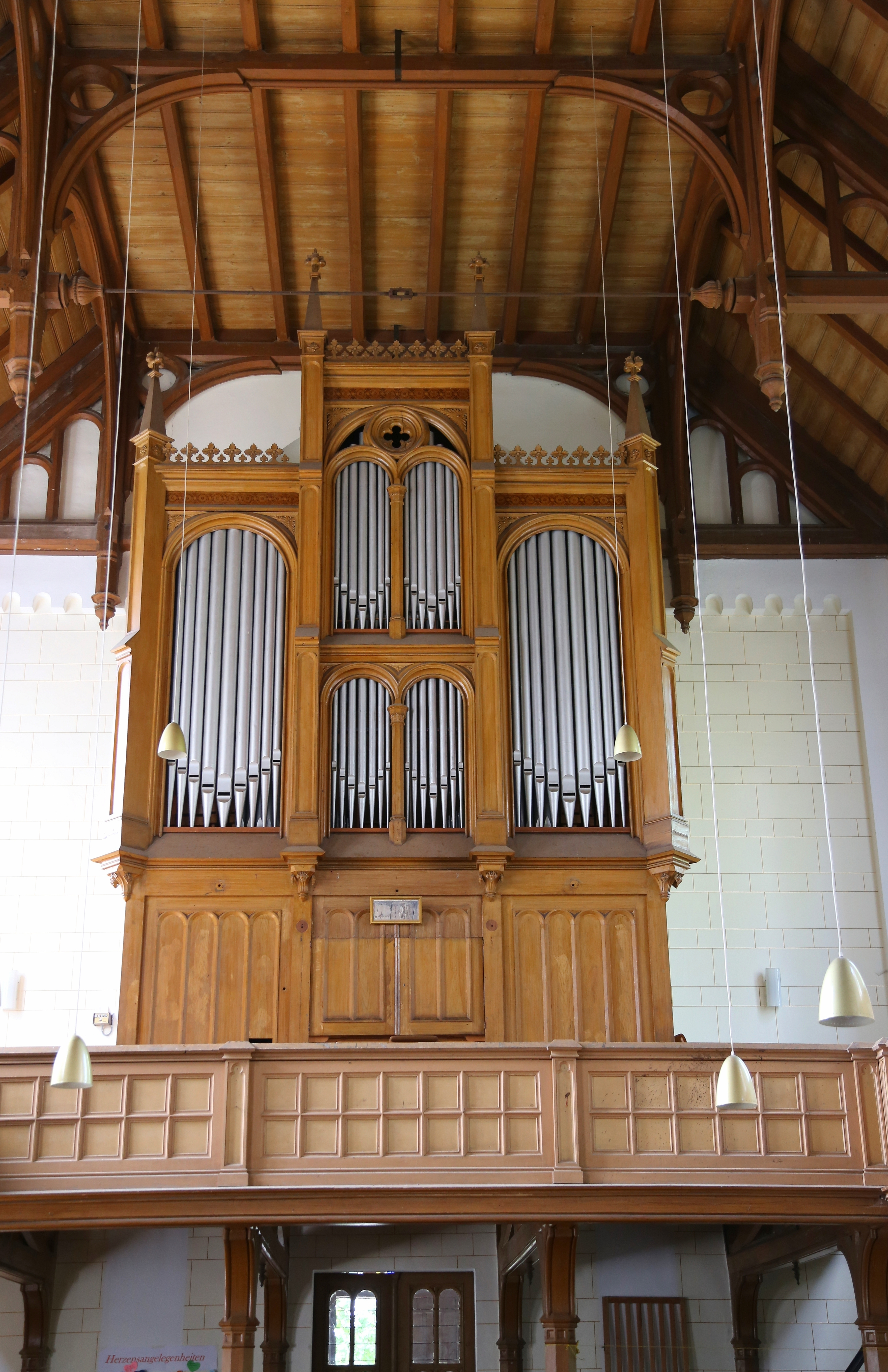
Orgelprospekt in Neu Zauche

Johann Gottlieb Schulze (* um 1805; † 1870) war ein deutscher Orgelbauer in Crossen in der Neumark.

## Leben
Johann Gottlieb Schulze war Schüler und Geselle von Ludwig Hartig. Spätestens seit 1837 war er in Crossen an der Oder (heute Krosno Odrzańskie) als Orgelbauer tätig. Sein Werkmeister Robert Knechtel machte sich 1856 selbstständig. Von 1870 ist ein letzter Orgelneubau bekannt.

## Werke (Auswahl)
Von Johann Gottlieb Schulze sind etwa 15 Orgelneubauten in der Neumark und der Niederlausitz bekannt, außerdem einige Reparaturen. Erhalten sind die Orgeln in Wellmitz, Wicina (Witzen) und teilweise in Nowa Rola (Niewerle), sowie die Prospekte in Groß Kölzig und Neu Zauche.
| Jahr      | Ort                        | Gebäude          | Bild | Manuale | Register | Bemerkungen                                                                            |
| --------- | -------------------------- | ---------------- | ---- | ------- | -------- | -------------------------------------------------------------------------------------- |
| 1837–1839 | Baudach, heute Budachów    | Dorfkirche       |      | I/P     | 12       | erster bekannter Orgelneubau, nicht erhalten                                           |
| 1850      | Cottbus                    | Zum Guten Hirten |      | I/P     | ?        | nicht erhalten                                                                         |
| 1855      | Wellmitz, Niederlausitz    | Dorfkirche       |      | II/P    | 12       | erhalten                                                                               |
| 1859      | Groß Kölzig, Niederlausitz | Dorfkirche       |      |         |          | Prospekt erhalten                                                                      |
| 1861–1862 | Neu Zauche                 | Dorfkirche       |      |         |          | später erweitert auf II/P, 22, 1967Neubau von Schuke im bisherigen Prospekt (II/P, 24) |
| um 1863   | Niewerle, heute Nowa Rola  | Dorfkirche       |      |         |          | teilweise erhalten                                                                     |
| 1869      | Witzen, heute Wicina       | Dorfkirche       |      | II/P    | 11       | erhalten                                                                               |
| 1870      | Kossar, heute Kosierz      | Dorfkirche       |      |         |          | letzter bekannter Orgelneubau, wahrscheinlich nicht erhalten                           |

Weitere Arbeiten
| Jahr    | Ort                                          | Gebäude          | Bild | Manuale | Register | Bemerkungen                       |
| ------- | -------------------------------------------- | ---------------- | ---- | ------- | -------- | --------------------------------- |
| 1841    | Mühlbock, heute Olobok                       | Dorfkirche       |      |         |          | Wiederherstellung der alten Orgel |
| 1853/54 | Crossen an der Oder, heute Krosno Odrzańskie | St. Marienkirche |      | II/P    | 55       | Umbau                             |